# Rakasz
Rakasz (ukránul: Рокосово) falu Ukrajnában, Kárpátalján, a Huszti járásban.

## Fekvése
A Nagyszőlősi-hegység nyugati oldalán,  Huszttól nyugatra, Kisrákóctól délre, a Tisza jobb partja közelében fekvő település.

## Története
Rakasz és környéke már az őskőkorban is lakott hely volt, amit a település környékén feltárt régészeti lelőhelyek, az ebben az időszakban itt élt emberek eszközkészítő tevékenységei (obszidián) is bizonyítanak.
A trianoni békeszerződés előtt Ugocsa vármegye Tiszáninneni járásához tartozott. 1910-ben 2943 lakosából 113 magyar, 187 német, 2630 ruszin volt. Ebből 2669 görögkatolikus, 32 református, 217 izraelita volt. 2023-ban 3922 lakosa volt.

## Közlekedés
A települést érinti a Bátyú–Királyháza–Taracköz–Aknaszlatina-vasútvonal.

## Galéria

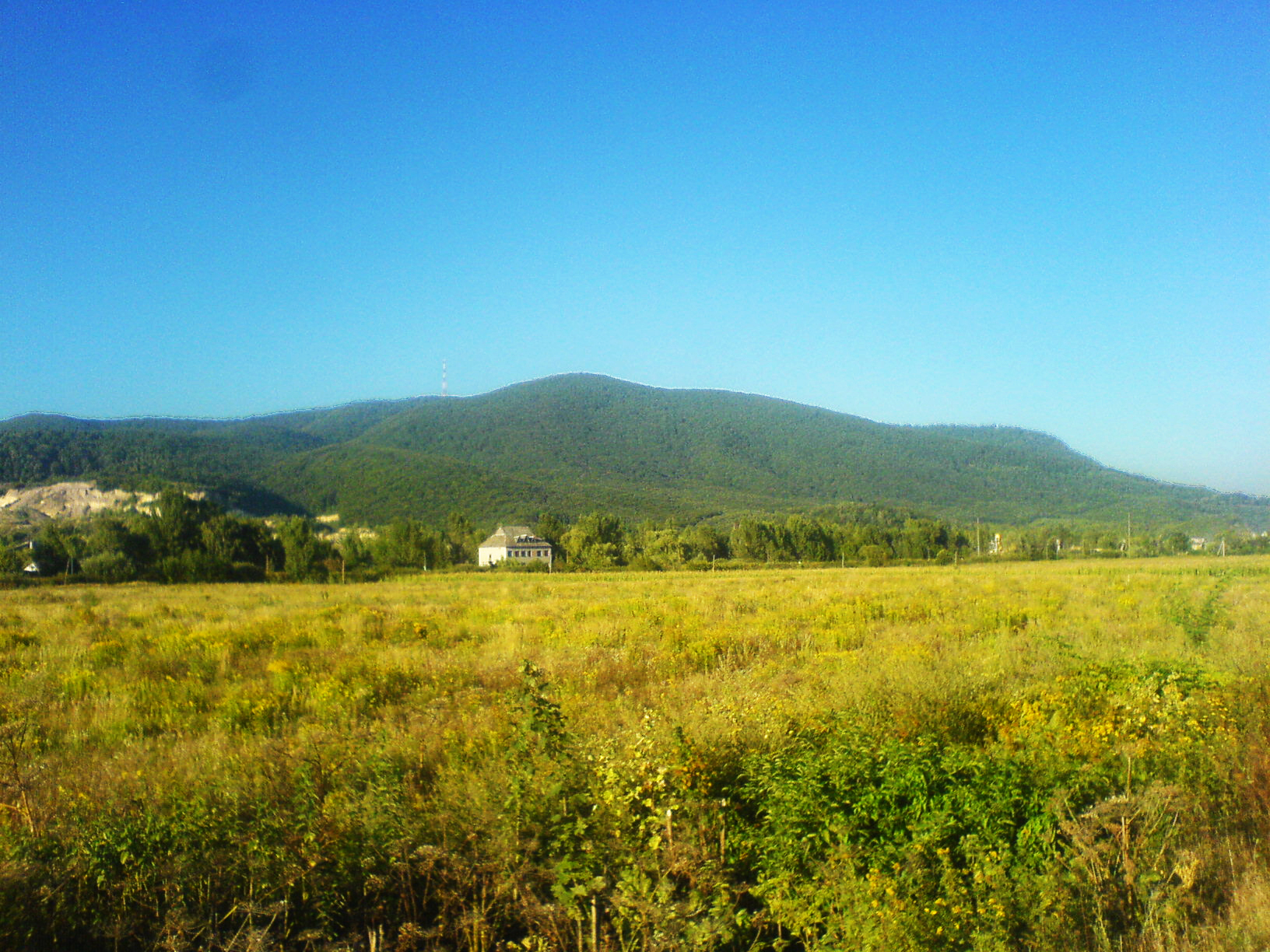
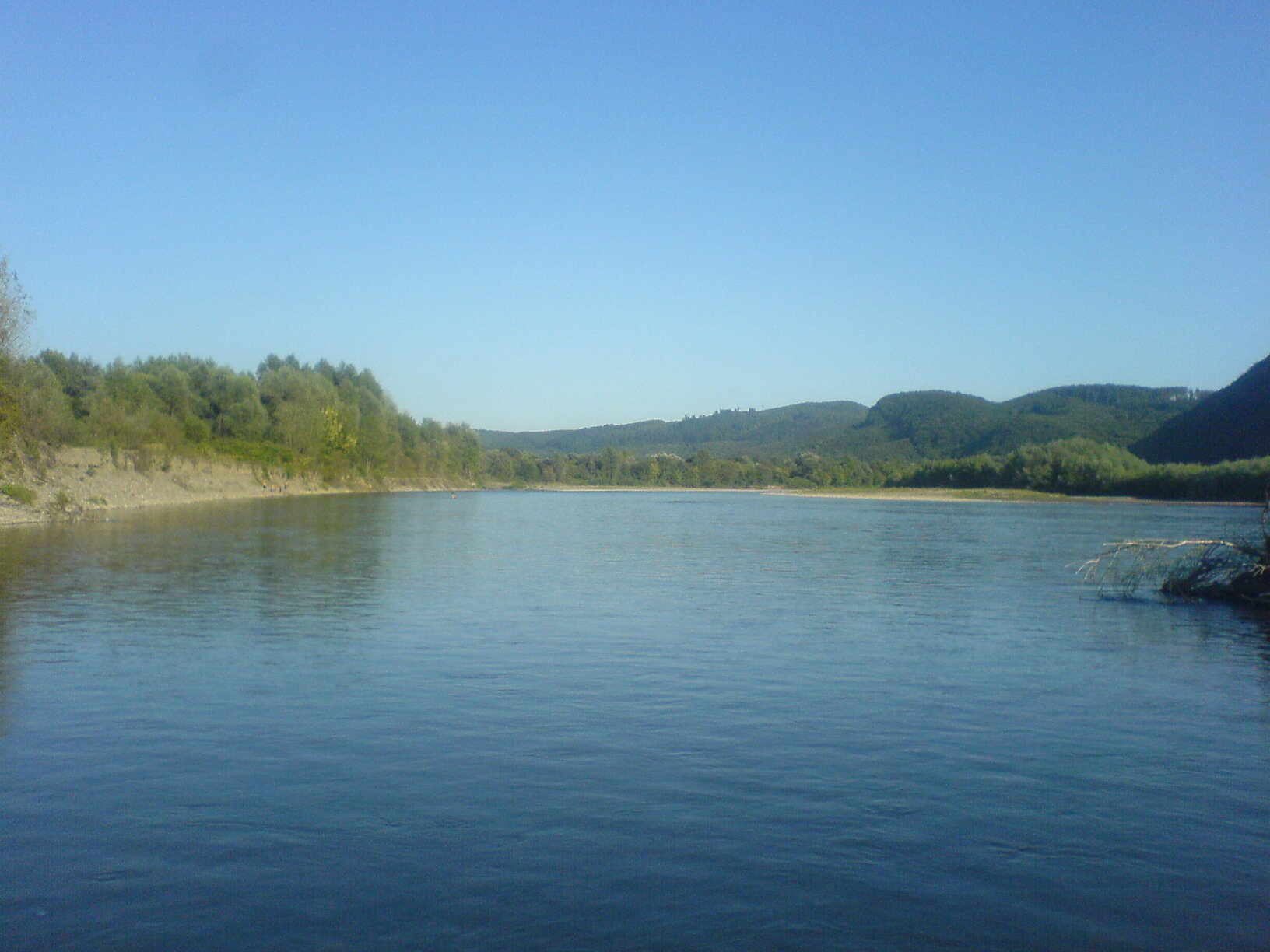
A Tisza Rakasznál
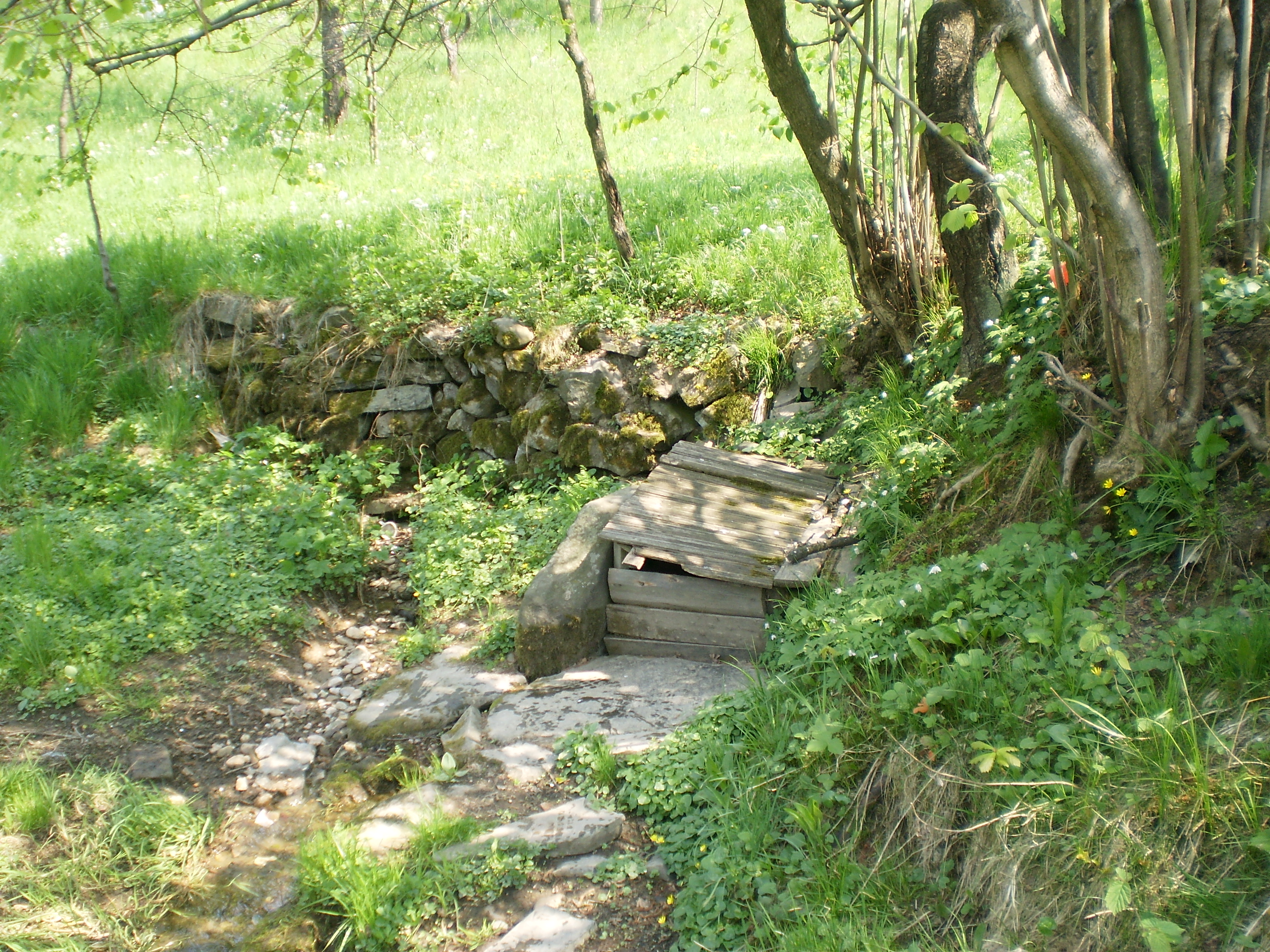
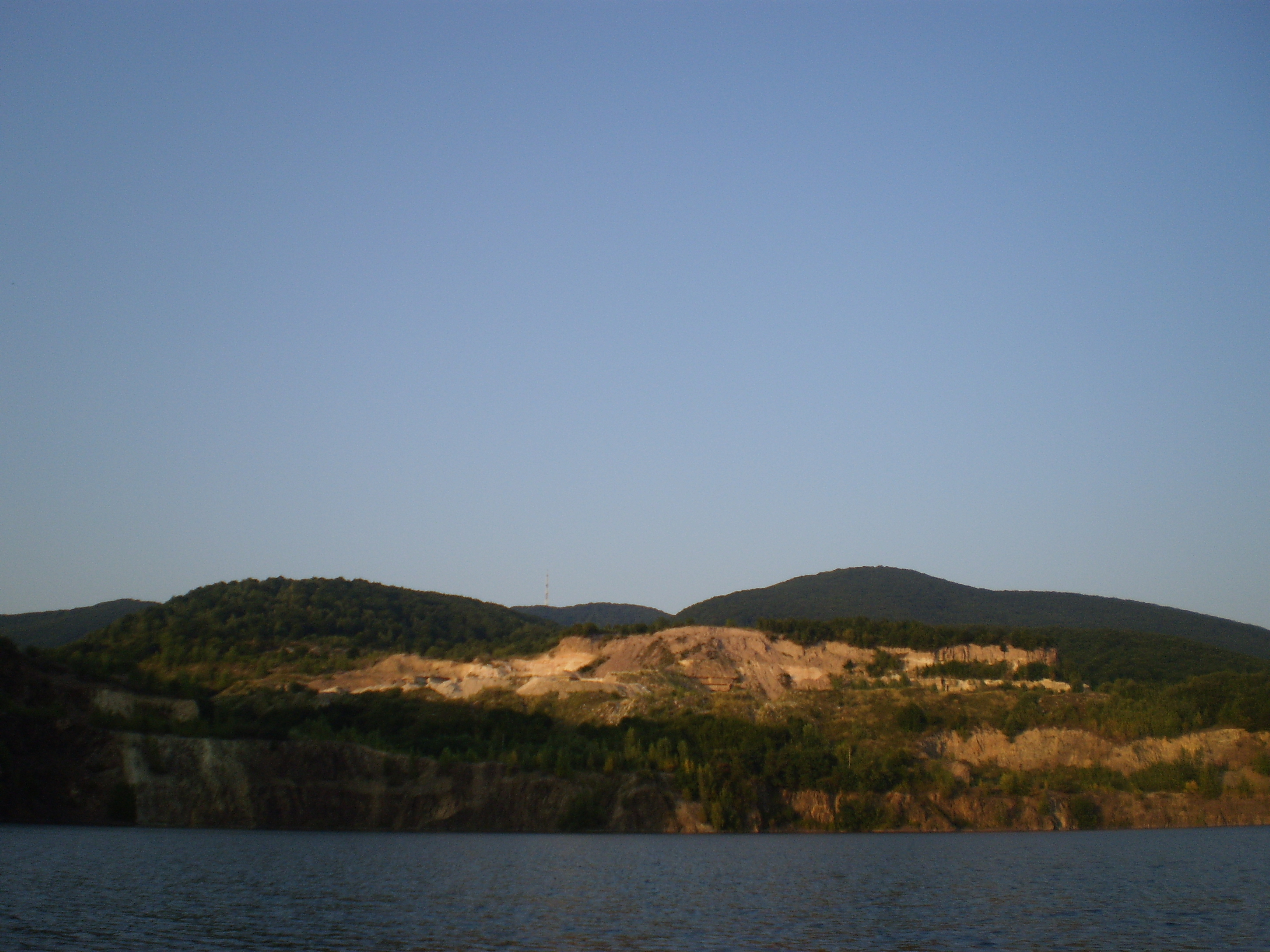